# The Rain (альбом)
The Rain — спільний студійний альбом американських реперів Z-Ro та Chill, виданий 23 червня 2009 р. лейблом Young Empire Recordss. Виконавчий продюсер: Дж. Прінс. Дизайн: Чарльз Мазох. Мастеринг: Майк Мо.

## Список пісень
1. «Mama's Lil Boy No Mo»
2. «Soulja»
3. «Not So Hard» (з участю Snake та Lionel Brown)
4. «Everything in Front of Me»
5. «Dro (Skit)»
6. «Hurt No More» (з участю Dougie D)
7. «Rain or Die»
8. «I Want Everyhting»
9. «This Is What You Want»
10. «Mama Don't Cry» (з участю Christopher Williams)
11. «Everybody Raise Up»
12. «False Profits»
13. «I Miss My Homie» (з участю Bam та Lionel Brown)
14. «Fuck You»

## Чартові позиції
Chopped & Screwed-версія
| Чарт (2009)               | Найвища позиція |
| ------------------------- | --------------- |
| US Top R&B/Hip-Hop Albums | 58              |